# NGC 774
NGC 774 (również PGC 7536 lub UGC 1469) – galaktyka soczewkowata (S0), znajdująca się w gwiazdozbiorze Barana. Odkrył ją William Herschel 16 października 1784 roku.
W galaktyce tej zaobserwowano supernową SN 2006ee.